# 大日本鹽業

大日本鹽業標誌

大日本鹽業株式會社為1903年成立於日本神戶市的鹽業公司，從事鹽的製造、販賣和相關化學工業，總部位於東京市麴町區，工廠位於遼東半島關東州，且在日本內地、台灣、朝鮮、滿洲各地皆有設置出張所，其在台灣的事業始自1911年。大日本鹽業在第二次世界大戰後因失去了海外大量的鹽供給，在1949年解散。

## 介紹
大日本鹽業的前身為日本食鹽焦炭會社，1903年成立於神戶市東尻村，利用焦炭製造的餘熱製鹽。在1905年的日俄戰爭後，日本開始在關東州進行大規模的鹽業開發，日本食鹽焦炭會社在當時獲得了許可開發；1908年日本食鹽焦炭合併了讚岐焦炭會社，改稱為「大日本鹽業株式會社」，隨後在各地開發鹽田和設置出張所；在1941年時，其在橫濱、神戶、門司、京城、清川、大連、普蘭店、長崎五島、旅順双鳥灣、關東州貌子窩、安平、布袋、青島設有出張所，以及名古屋派出所和防府駐在員。當時大日本鹽業在關東州的鹽生產量即佔了五成。

## 在臺灣事業

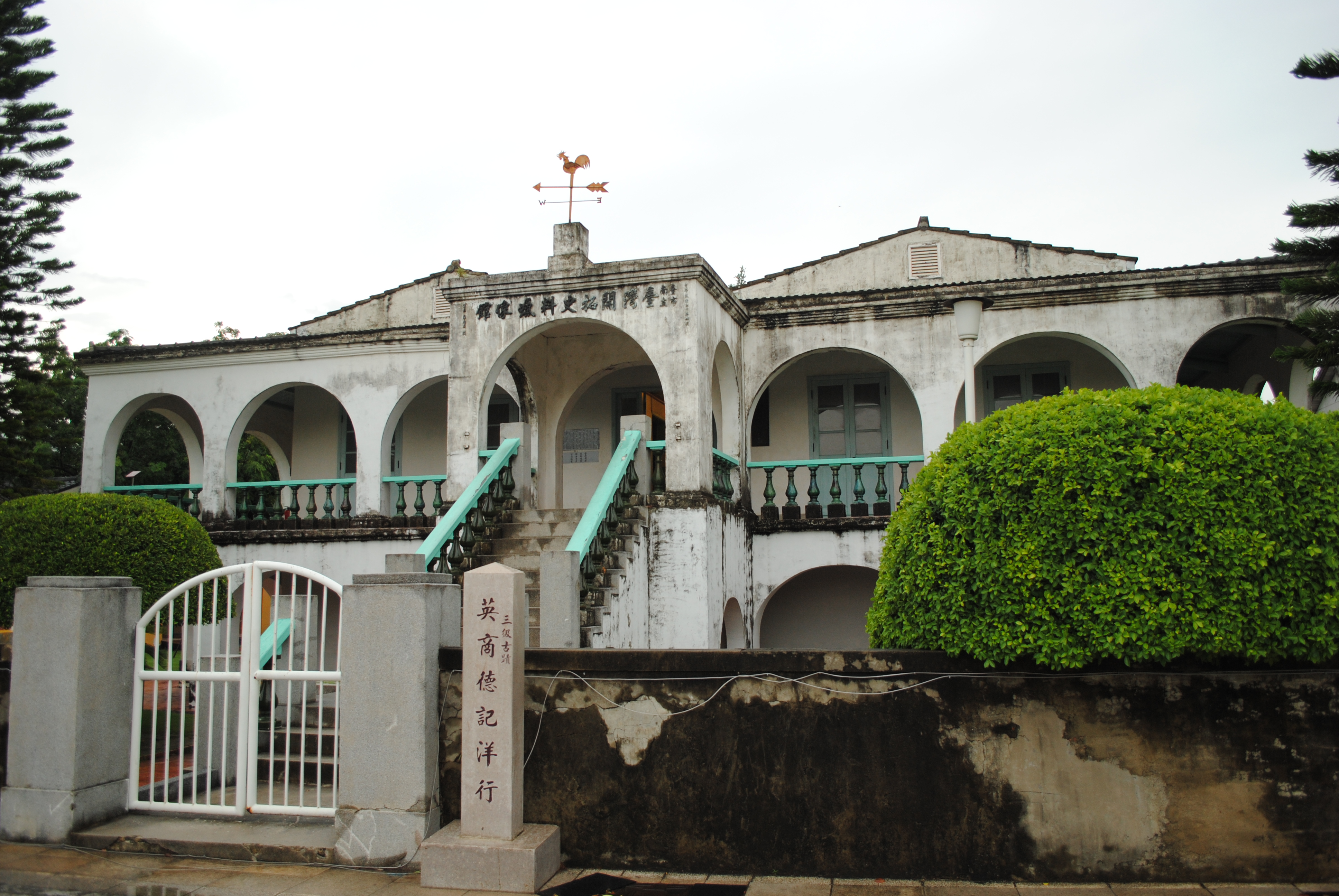
大日本鹽業安平出張所 (原英商德記洋行)

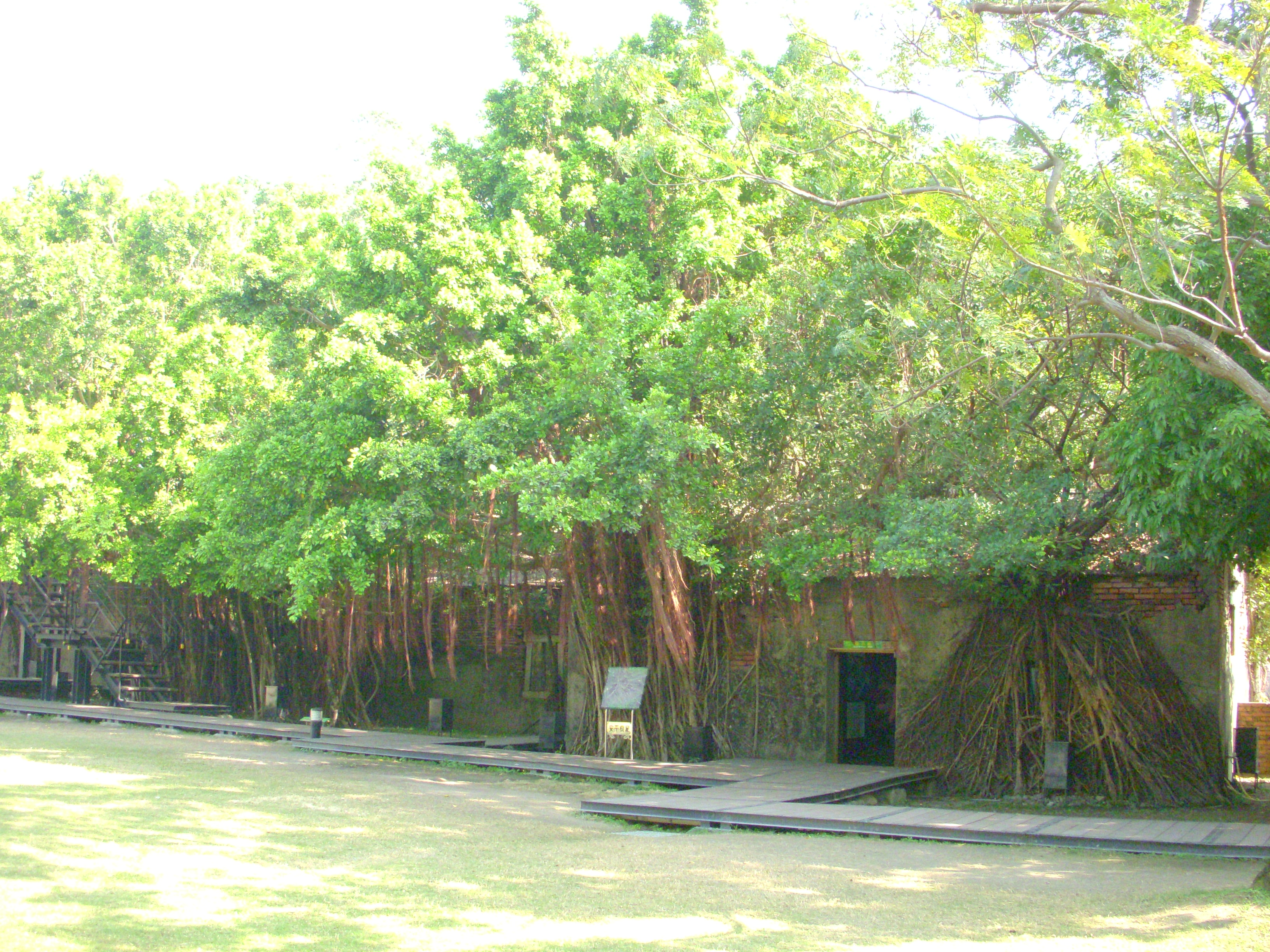
大日本鹽業安平出張所倉庫 (安平樹屋)

在1905年，日本由於第一次世界大戰的軍費支出，且為了保護日本的鹽業發展，開始實施鹽業專賣，輸入日本內地的鹽都須經由有專賣許可的賣捌人。台灣鹽的外銷最初由小栗富治郎一手包辦，在臺灣實施鹽專賣後，亦由小栗富治郎取得經營權。小栗商店在1909年瀕臨破產之際，大藏省為尋求補救方法，出資成立「東洋鹽業株式會社」，並在1909年承接了小栗富太郎商店的事業，在1911年4月10日改稱為「台灣鹽業株式會社」；而台灣鹽業株式會社在1917年被大日本鹽業合併，成為大日本製鹽在台灣事業的開始。大日本鹽業在台南市安平和東石郡布袋庄有兩處出張所；安平出張所在1942年升為台灣支店，支店長為島津秀太郎。
大日本鹽業在台灣的事業在二戰後由臺灣省專賣局接收，成為現今臺鹽實業的前身。

## 其他
德記洋行在1911年撤出安平後，其洋行廳舍與西側的倉庫（今安平樹屋）改由大日本鹽業安平出張所使用。